# Nowe siedem cudów świata

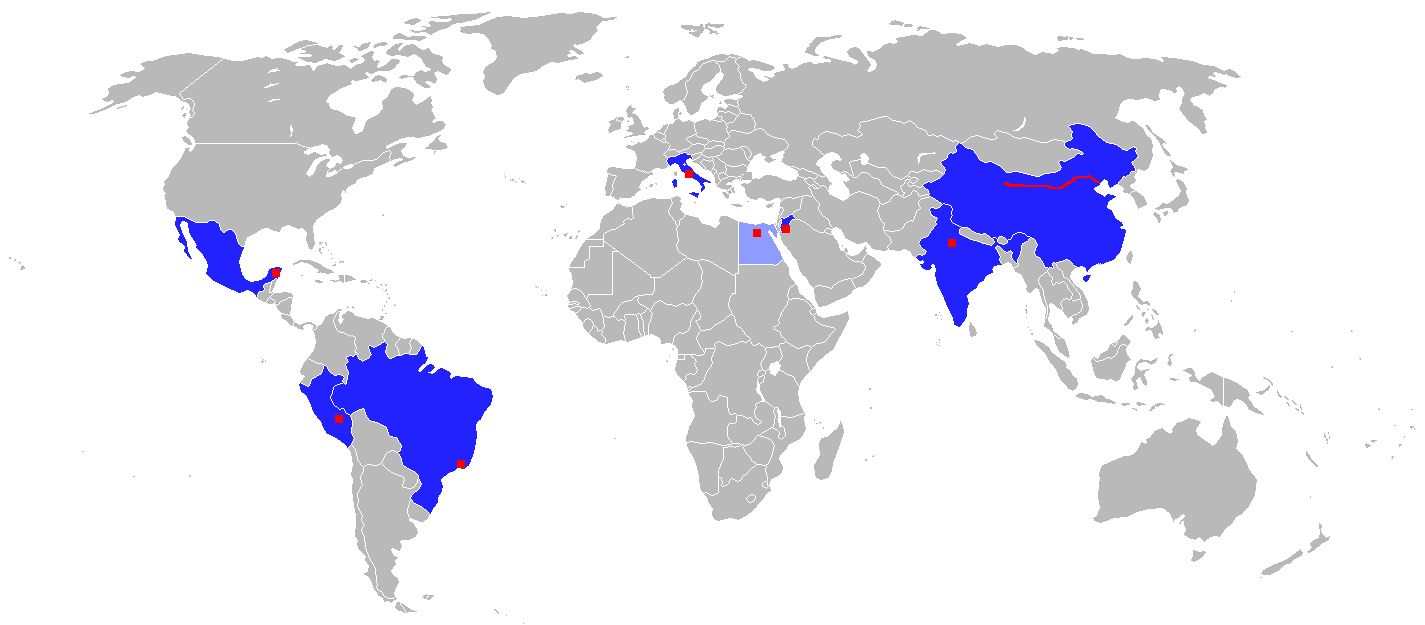
Nowe siedem cudów świata - zwycięzcy

Siedem nowych cudów świata – proponowana wersja współczesnej listy siedmiu cudów świata, której tworzeniem zajęła się szwajcarska firma New Open World Corporation (NOWC). Lista została ogłoszona 7 lipca 2007 roku w Lizbonie na stadionie Estádio da Luz o godzinie 21:30 czasu lokalnego. Finałowe głosowanie trwało od 1 stycznia 2006 do 6 lipca 2007, w tym czasie zostało oddanych ponad 90 mln głosów.
Siedmiu zwycięzców zostało wybranych w głosowaniu, które odbywało się poprzez internet oraz telefon.

## Lista siedmiu nowych cudów świata
Nowymi cudami świata zostały następujące obiekty:
| Obiekt                                       | Atrybuty/symbol          | Lokalizacja              | Zdjęcie                                      |
| -------------------------------------------- | ------------------------ | ------------------------ | -------------------------------------------- |
| Wielki Mur Chiński                           | wytrwałość, uporczywość  | Chińska Republika Ludowa | Wielki Mur Chiński zimą                      |
| Petra                                        | inżynieria, ochrona      | Jordania                 | Petra                                        |
| Statua Chrystusa Zbawiciela w Rio de Janeiro | powitalny, otwartość     | Brazylia, Rio de Janeiro | Statua Chrystusa Zbawiciela w Rio de Janeiro |
| Machu Picchu                                 | społeczność, poświęcenie | Peru, Cuzco              | Machu Picchu                                 |
| Chichén Itzá                                 | pracowitość, wiedza      | Meksyk, Yucatán          | Chichén Itzá                                 |
| Koloseum                                     | radość, cierpienie       | Włochy, Rzym             | Koloseum                                     |
| Tadź Mahal                                   | miłość, pasja            | Indie, Agra              | Tadź Mahal                                   |

## Historia
Projekt wyboru siedmiu nowych cudów świata został zapoczątkowany we wrześniu 1999 roku przez filmowca, lotnika oraz podróżnika Bernarda Webera, Kanadyjczyka szwajcarskiego pochodzenia. Do 24 listopada 2005 w projekcie znalazło się 177 kandydujących obiektów, które musiały spełniać kryterium ukończenia budowy przed 2000 rokiem. Organizacja NOWC 1 stycznia 2006 ogłosiła listę 21 finalistów, później lista skróciła się do 20 finalistów, po wycofaniu z głosowania Piramid w Gizie, które otrzymały tytuł honorowego kandydata.

### Lista 21 finalistów

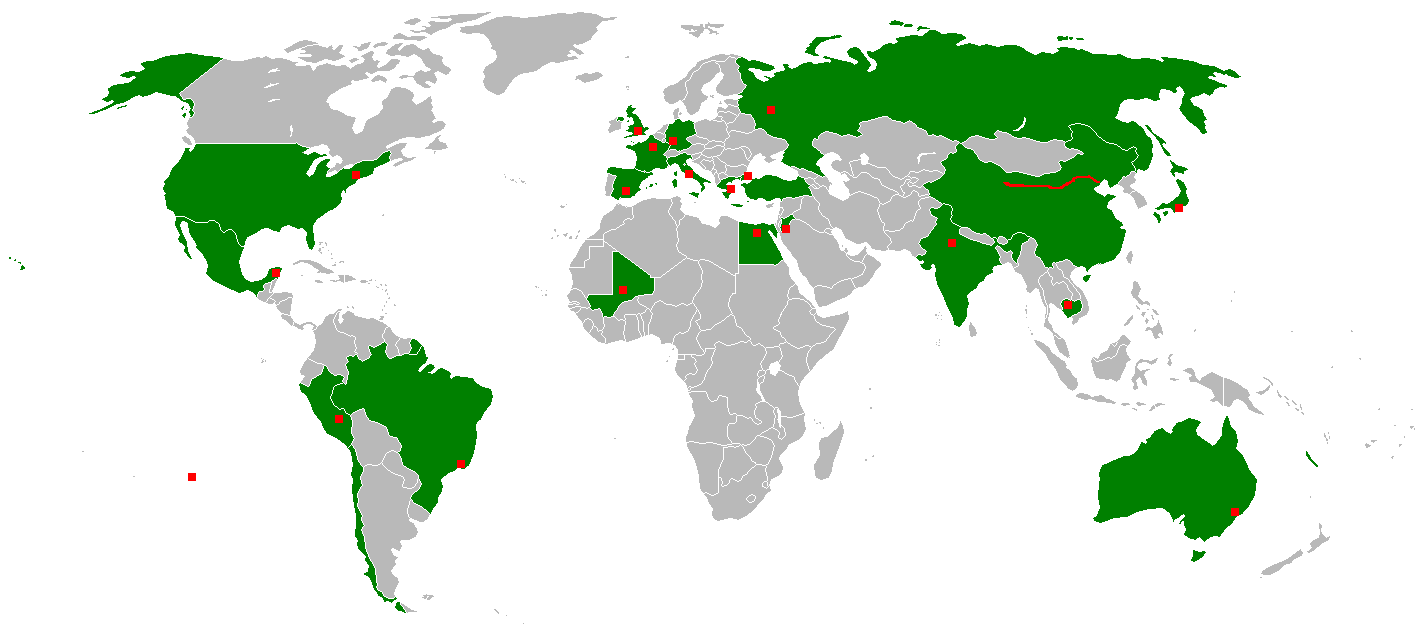
Kraje i obiekty z finału wyborów

Finaliści, alfabetycznie:
| Miejsce                                                           | Lokalizacja                  | Zdjęcie |
| ----------------------------------------------------------------- | ---------------------------- | ------- |
| Akropol ateński                                                   | Grecja, Ateny                |         |
| Alhambra                                                          | Hiszpania, Grenada           |         |
| Angkor Wat                                                        | Kambodża, Angkor             |         |
| Chichén Itzá                                                      | Meksyk, Jukatan              |         |
| Statua Chrystusa Zbawiciela w Rio de Janeiro                      | Brazylia, Rio de Janeiro     |         |
| Koloseum                                                          | Włochy, Rzym                 |         |
| Moai                                                              | Chile, Wyspa Wielkanocna     |         |
| Wieża Eiffla                                                      | Francja, Paryż               |         |
| Wielki Mur Chiński                                                | Chiny                        |         |
| Hagia Sofia                                                       | Turcja, Stambuł              |         |
| Kiyomizu-Dera                                                     | Japonia, Kioto               |         |
| Kreml, Plac Czerwony oraz Cerkiew Wasyla Błogosławionego          | Rosja, Moskwa                |         |
| Machu Picchu                                                      | Peru, Cuzco                  |         |
| Neuschwanstein                                                    | Niemcy, Hohenschwangau       |         |
| Petra                                                             | Jordania                     |         |
| Piramidy w Gizie kandydatura wycofana, tytuł honorowego kandydata | Egipt                        |         |
| Statua Wolności                                                   | Stany Zjednoczone, Nowy Jork |         |
| Stonehenge                                                        | Wielka Brytania, Amesbury    |         |
| Opera w Sydney                                                    | Australia, Sydney            |         |
| Tadź Mahal                                                        | Indie, Agra                  |         |
| Timbuktu                                                          | Mali                         |         |

## Krytyka
Pomimo iż panelowi ekspertów zaangażowanemu w projekt nowych siedmiu cudów świata przewodniczył były dyrektor generalny UNESCO, Federico Mayor, to UNESCO jednoznacznie zdystansowała się od tego przedsięwzięcia, oświadczając, że "Lista siedmiu nowych cudów świata będzie tworem prywatnej inicjatywy, który w żaden istotny i trwały sposób nie wpłynie na zachowanie wybranych obiektów".
Co więcej, każdy oddający swój głos mógł oddać także kolejny, kupując go od NOWC.
Kontrowersje może także wzbudzać fakt mobilizowania w wielu krajach własnych mieszkańców do głosowania, m.in.:
- władze Peru uruchomiły na placach terminale komputerowe, by zwiększyć szanse Machu Picchu;
- w Brazylii prezydent Luiz Inácio Lula da Silva nawoływał do oddania głosu na pomnik Chrystusa Zbawiciela w Rio de Janeiro;
- w promowanie Petry włączyła się jordańska rodzina królewska, a jordańscy dyplomaci w innych krajach arabskich zachęcali do głosowania na ten obiekt;
- w Indiach zaś do poparcia mauzoleum Tadź Mahal w Agrze namawiały gwiazdy Bollywood[3].